# Childeberto III
Childeberto III (678 circa – 23 aprile 711) è stato un re franco della dinastia dei Merovingi: regnò su tutti i Franchi di Neustria, Burgundia e Austrasia, dal 695 sino alla morte.

## Origini
Era il primogenito del re dei Franchi Sali della dinastia merovingia, Teodorico III e, secondo il continuatore anonimo del cronista Fredegario, della moglie, Clotilde detta Doda, che alcune fonti dicono fosse discendente degli Arnolfingi, addirittura la sorella di Pipino di Herstal (secondo lo storico francese Christian Settipani, esperto di genealogie era la figlia di Ansegiso).

## Biografia
Childeberto, a circa 16/17 anni, succedette, come re di tutti i Franchi, al fratello maggiore Clodoveo IV, morto, dopo quattro anni di regno, tra il 694 e il 695, all'età di circa 17/18 anni.
Regnò sotto la tutela del presunto zio materno, il maggiordomo di palazzo, Pipino di Herstal, che tenne effettivamente le redini del potere e che, nel 695, gli fece nominare maggiordomo di palazzo di Neustria, Grimoaldo, il secondogenito di Pipino.
Durante il suo regno, Pipino combatté i Frisoni condotti da Redbaldo, che furono sconfitti e la parte occidentale della Frisia fu sottomessa. Inoltre, poi, permise a san Villibrordo l'evangelizzazione, voluta da papa Sergio I, di quelle terre (ancora pagane) e alla creazione della diocesi di Utrecht.
Sotto il suo regno, le regioni meridionali della Gallia (Aquitania e Provenza) riuscirono a rendersi, di fatto, indipendenti.
Childeberto, dopo 16 anni di regno, morì nel 711, l'anno delle grandi inondazioni, e fu sepolto nella chiesa di Santo Stefano a Cauciaci. Gli succedette il figlio Dagoberto III, che era ancora ragazzino.
Non avendo mai governato effettivamente (regnò sotto la tutela del maggiordomo di palazzo Pipino di Herstal, suo zio materno), è ricordato tra i Re fannulloni.

## Matrimonio e discendenza
Childeberto III aveva sposato una donna di nome Ermenechilde (secondo lo storico francese Christian Settipani, esperto di genealogie) che gli diede un figlio:
- Dagoberto (ca. 698-715), che fu re dei Franchi.

## Ascendenza
|                     |   |             | Genitori |  |  | Nonni |  |  | Bisnonni    |  |  | Trisnonni   |  |
|                     |   |             |          |  |  |       |  |  | Dagoberto I |  |  | Clotario II |  |
|                     |   |             |          |  |  |       |  |  | Dagoberto I |  |  | Clotario II |  |
|                     |   | Bertrude    |          |  |  |       |  |  | Dagoberto I |  |  |             |  |
| Clodoveo II         |   |             |          |  |  |       |  |  | Dagoberto I |  |  |             |  |
|                     |   | Nantechilde | …        |  |  |       |  |  |             |  |  |             |  |
|                     |   | Nantechilde | …        |  |  |       |  |  |             |  |  |             |  |
|                     |   | Nantechilde | …        |  |  |       |  |  |             |  |  |             |  |
| Teodorico III       |   | Nantechilde |          |  |  |       |  |  |             |  |  |             |  |
|                     |   | …           | …        |  |  |       |  |  |             |  |  |             |  |
|                     |   | …           | …        |  |  |       |  |  |             |  |  |             |  |
|                     |   | …           | …        |  |  |       |  |  |             |  |  |             |  |
| Batilde             |   | …           |          |  |  |       |  |  |             |  |  |             |  |
|                     |   | …           | …        |  |  |       |  |  |             |  |  |             |  |
|                     |   | …           | …        |  |  |       |  |  |             |  |  |             |  |
|                     |   | …           | …        |  |  |       |  |  |             |  |  |             |  |
| Childeberto III     |   | …           |          |  |  |       |  |  |             |  |  |             |  |
|                     | … | …           |          |  |  |       |  |  |             |  |  |             |  |
|                     | … | …           |          |  |  |       |  |  |             |  |  |             |  |
|                     | … | …           |          |  |  |       |  |  |             |  |  |             |  |
| …                   | … |             |          |  |  |       |  |  |             |  |  |             |  |
|                     |   | …           | …        |  |  |       |  |  |             |  |  |             |  |
|                     |   | …           | …        |  |  |       |  |  |             |  |  |             |  |
|                     |   | …           | …        |  |  |       |  |  |             |  |  |             |  |
| Clotilde detta Doda |   | …           |          |  |  |       |  |  |             |  |  |             |  |
|                     |   | …           | …        |  |  |       |  |  |             |  |  |             |  |
|                     |   | …           | …        |  |  |       |  |  |             |  |  |             |  |
|                     |   | …           | …        |  |  |       |  |  |             |  |  |             |  |
| …                   |   | …           |          |  |  |       |  |  |             |  |  |             |  |
|                     |   | …           | …        |  |  |       |  |  |             |  |  |             |  |
|                     |   | …           | …        |  |  |       |  |  |             |  |  |             |  |
|                     |   | …           | …        |  |  |       |  |  |             |  |  |             |  |
|                     |   | …           |          |  |  |       |  |  |             |  |  |             |  |

### Fonti primarie
- (LA)  Fredegario, FREDEGARII SCHOLASTICI CHRONICUM CUM SUIS CONTINUATORIBUS, SIVE APPENDIX AD SANCTI GREGORII EPISCOPI TURONENSIS HISTORIAM FRANCORUM.
- (LA)  Annales Xantenses.
- (LA)  Annales Marbacenses.
- (LA)  Monumenta Germaniae historica: Chronicon Moissiacensis.
- (LA)  Monumenta Germaniae historica: Domus Carolingicae genealogia.
- (LA)  Rerum Gallicarum et Francicarum Scriptores, tomus tertius.
- (LA)  Annales Mettenses Priores.

### Letteratura storiografica
- Christian Pfister, La Gallia sotto i Franchi merovingi. Vicende storiche, in Storia del mondo medievale - VoI. I, Cambridge, Cambridge University Press, 1978,  pp. 688-711.